# Plosnati mišić
Plosnati mišić (lat. Platysma) je plosnati mišić koji spada u skupinu mišića vrata i ima oblik četverokuta. Mišić inervira ogranak ličnog živca (lat. n. facialis).

## Polazište i hvatište
Mišić polazi široko s fascije koje pokriva gornji dio velikog prsnog mišića i deltoidnog mišića, niti mu prelaze preko ključne kosti i vežu se na kosti (donja čeljust), kožu i potkožno tkivo lica.